# 賈斯珀鎮區 (密蘇里州達拉斯縣)
賈斯珀鎮區（英語：Jasper Township）是位於美國密蘇里州達拉斯縣的一個行政鎮區。

## 地方資料
賈斯珀鎮區的面積為171.82平方千米，當中陸地面積為170.39平方千米，而水域面積為1.43平方千米。根據2020年美國人口普查的數據，當地共有人口995人，而人口密度為每平方千米5.79人。